# Los machos
Los machos fue una serie de televisión argentina, emitida por Canal 13 entre 1994 y 1995. Protagonizada por Rodolfo Ranni, Darío Grandinetti, Daniel Fanego y Gustavo Garzón. En 2004 se realizó una adaptación titulada Los Machos de América con Rodolfo Ranni, Carlos Calvo, Juan Leyrado y Maximiliano Ghione, emitido por América TV.

## Sinopsis
Los machos eran cuatro amigos que se juntaban a cenar y que reflejaban, en las historias que protagonizaban, la problemática que preocupaba a la platea masculina de aquellos días (aunque interesaba más aún a la femenina que pretendía conocer la naturaleza de los hombres por medio de dichas anécdotas)

## Elenco
- Rodolfo Ranni-Arturo
- Darío Grandinetti-Damián
- Daniel Fanego-Fernando
- Gustavo Garzón-Julio
- Virginia Innocenti
- Cristina Banegas
- Gabriela Toscano
- Nacha Guevara
- Enrique Pinti
- Luis Longhi
- Mausi Martínez
- Erica Rivas
- Claudio Tolcachir
- Marta Betoldi
- Elvira Vicario
- Alejandra Rubio
- María Concepción César
- Andrea Politti
- Mirta Busnelli
- Juan Rodó
- Daniel Alvaredo
- Aníbal Silveyra
- Divina Gloria
- Alexis Molina
- Claudio Gallardou
- Salo Pasik
- Antonio Ugo
- Guillermo Rico
- Carlos Estrada[1]